# Apsilochorema clavigerum
Apsilochorema clavigerum là một loài Trichoptera thuộc họ Hydrobiosidae. Chúng phân bố ở miền Australasia.